# مؤشر داو جونز الصناعي
مؤشر داو جونز الصناعي (بالإنجليزية: Dow Jones Industrial Average) أو كما يُعرف اختصارًا بـ دجيا (بالإنجليزية: DJIA) أو مؤشر داو - هو مؤشر صناعي لأكبر 30 شركة صناعية أمريكية في بورصة نيويورك ومؤخرًا أضيفت شركات من بورصة نازداك. أنشأ مؤشر داو جونز في 26 مايو 1896. وهو أقدم مؤشر في العالم وكان يحتوي في البداية على أكبر 12 شركة صناعية أمريكية، وبدأت أعداد الشركات المدرجة بالتزايد حتى وصل إلى تم اعتماد رقم ثابت وهو 30 شركة في عام 1928. ومن الشركات التي تم إدراجها في المؤشر في الألفية الجديدة أبل وشيفرون وبنك أمريكا وسيلز فورس وفيزا.

## تأثير الأزمات
اضطرب مؤشر الداو جونز أكثر من مرة متأثرا بالأوضاع السياسية والاقتصادية في العالم، وكان أكبر انهيار له عام 1929 حيث فقد المؤشر ما يقارب ال 50% من قيمته بسبب الركود الاقتصادي الذي خيّم على الولايات المتحدة لأربع سنوات. ولم يعد إلى مستواه الحقيقي الذي كان قبل الازمة الا بعد 20 سنة.
وانهار المؤشر أيضا في سنة 1987 حيث فقد 22% في يوم واحد وعاد بعدها للصعود حتى عام 2001 حيث وقعت أحداث الحادي عشر من سبتمبر التي تسببت بخسائر كبيرة للمؤشر وقد وصل إلى أعلى مستوى له في أكتوبر 2007 فوق مستوى 14000 نقطة.
في بداية عام 2008 فقد المؤشر أكثر من 20% وصل تحت مستوى 12000 نقطة بسبب أزمة الرهن العقاري التي أدت إلى انهيار مؤسسات مالية ضخمة وفي شهر أبريل عاود المؤشر الارتفاع ووصل إلى مافوق 13000 نقطة لكنه عاود الانخفاض إلى ادنى مستوى له منذ سبتمبر 2006 ليصل تحت مستوى 11000 نقطة وانهى المؤشر اخر جلسة تداولات في سنة 2008 على ارتفاع لكنه انخفض 32% دون مستوى 9000 نقطة في عام 2008 الذي يعتبر واحدة من أسوأ الأعوام في تاريخ المؤشر التي وصل فيها إلى ما يقارب 7550 نقطة وهو أدنى مستوى منذ عدة سنين.
في 25 يناير 2017 تجاوز المؤشر حاجز الـ 20 ألف نقطة وهو أعلى مستوى له على الإطلاق منذ انطلاقه. وتجاوز مستوى 22 ألف نقطة في 3 أغسطس من نفس العام.

## العناصر المدرجة
يضم المؤشر 30 شركة، وعلى مر السنوات تدخل بعض الشركات وتخرج أخرى.القائمة الحالية هي كالتالي حسب آخر تغيير في 31 أغسطس 2020 عندما تم إدراج شركات أمجن وهانيويل وسيلز فوريس واستبعاد كل من إكسون موبيل وفايزر ورايثيون تكنولوجيز.
| الشركة              | البورصة | الرمز | الصناعة                        | تاريخ الإدراج |
| ------------------- | ------- | ----- | ------------------------------ | ------------- |
| ثري إم              | نيويورك | MMM   | صناعات متنوعة                  | 1976-08-09    |
| أمريكان اكسبريس     | نيويورك | AXP   | خدمات مالية                    | 1982-08-30    |
| أمجن                | نازداك  | AMGN  | تقانة حيوية                    | 2020-08-31    |
| أبل                 | نازداك  | AAPL  | تقانة المعلومات                | 2015-03-19    |
| بوينغ               | نيويورك | BA    | صناعة الطائرات والعتاد العسكري | 1987-03-12    |
| كاتربيلر            | نيويورك | CAT   | البناء والتعدين                | 1991-05-06    |
| شيفرون              | نيويورك | CVX   | صناعة النفط                    | 2008-02-19    |
| سيسكو سيستمز        | نازداك  | CSCO  | تقانة المعلومات                | 2009-06-08    |
| كوكا كولا           | نيويورك | KO    | مشروبات غازية                  | 1987-03-12    |
| داو                 | نيويورك | DOW   | صناعات كيميائية                | 2019-04-02    |
| غولدمان ساكس        | نيويورك | GS    | خدمات مالية                    | 2013-09-20    |
| هوم ديبو            | نيويورك | HD    | تجارة بالتجزئة                 | 1999-11-01    |
| هانيويل             | نازداك  | HON   | صناعات متنوعة                  | 2020-08-31    |
| آي بي إم            | نيويورك | IBM   | تقانة المعلومات                | 1979-06-29    |
| إنتل                | نازداك  | INTC  | إلكترونيات                     | 1999-11-01    |
| جونسون آند جونسون   | نيويورك | JNJ   | صناعة الدواء                   | 1997-03-17    |
| جي بي مورجان تشايس  | نيويورك | JPM   | خدمات مالية                    | 1991-05-06    |
| ماكدونالدز          | نيويورك | MCD   | مطاعم وجبات سريعة              | 1985-10-30    |
| ميرك آند كو         | نيويورك | MRK   | صناعة الدواء                   | 1979-06-29    |
| مايكروسوفت          | نازداك  | MSFT  | تقانة المعلومات                | 1999-11-01    |
| نايكي               | نيويورك | NKE   | صناعة الملابس                  | 2013-09-20    |
| بروكتر وغامبل       | نيويورك | PG    | صناعات متعددة                  | 1932-05-26    |
| سيلز فورس           | نيويورك | CRM   | تقانة المعلومات                | 2020-08-31    |
| ترافلرز             | نيويورك | TRV   | التأمين                        | 2009-06-08    |
| يونايتد هيلث جروب   | نيويورك | UNH   | تأمين الرعاية الصحية           | 2012-09-24    |
| فيرايزون للاتصالات  | نيويورك | VZ    | الاتصالات                      | 2004-04-08    |
| فيزا                | نيويورك | V     | خدمات مالية                    | 2013-09-20    |
| ولغرينز بوتس اليانس | نازداك  | WBA   | تجارة بالتجزئة                 | 2018-06-26    |
| وول مارت            | نيويورك | WMT   | تجارة بالتجزئة                 | 1997-03-17    |
| والت ديزني          | نيويورك | DIS   | إعلام وترفيه                   | 1991-05-06    |

## العناصر السابقة
من بين الإثنتا عشر شركة التي أدرجت عند تأسيس مؤشر داو جونز، لم يتبقّ منهم سوى شركة واحدة ظلت مدرجة في المؤشر حتى الألفية الجديدة وهي جنرال إلكتريك، إلا أنها خرجت أيضًا في 2018، ومنذ التأسيس وحتى الآن تخرج الشركات وتدخل أخرى. وفيما يلي كافة التغييرات التي حدثت في المؤشر منذ عام 1991 وحتى آخر تغيير في أغسطس 2020:
- في 6 مايو 1991، خرجت شركة تصنيع المعدات الثقيلة كاتربيلر، شركة الخدمات المالية جي بي مورغان تشيس، شركة الأفلام والترفيه والت ديزني وأُدرجت الشركة المصنعة لعبوات الصفيح أمريكان كان، شركة صناعة الشاحنات نافيستار، وشركة فولاذ الولايات المتحدة.[12]
- في 17 مارس 1997، حلت شركة ترافيلرز إنك (حاليًا سيتي غروب)، شركة الحواسيب هيوليت-باكارد، شركة البيع بالتجزئة الأكبر وول مارت، وشركة الأدوية والمعدات الطبية جونسون آند جونسون، محل كل من وستنجهاوس إلكتريك، تكساكو، بيثلهام ستيل، وإف دبليو وولوورث.[13]
- في 1 نوفمبر 1999، استبدلت مايكروسوفت، إنتل، إس بي سي كميونيكشنز، وهوم ديبو كل من جوديير للإطارات والمطاط، سيرز روبك، يونيون كاربيد وشيفرون.[14] وكانت إنتل ومايكروسوفت أول شركتين مدرجتين في بورصة نازداك يتم إدخالهما في المؤشر.[14]
- في 8 أبريل 2004، حلت المجموعة العالمية الأمريكية (إيه آي جي)، فايزر، وفيرايزون للاتصالات، محل كل من إيه تي آند تي وكوداك وإنترناشيونال بيبر.[15]
- في 19 فبراير 2008، حلت شيفرون وبنك أمريكا، ألتريا وهانيويل. كانت شيفرون سابقًا ضمن عناصر داو منذ 18 يوليو 1930 وحتى 1 نوفمبر 1999. وفي فترة الغياب تلك، أي بين نوفمبر 1999 وفبراير 2008، ارتفع سهم سعر السهم المقسم لشيفرون من 44 دولارًا إلى 85 دولارًا، بينما ارتفع سعر البترول من 24 دولارًا إلى 100 دولار للبرميل.[16]
- في 22 سبتمبر 2008، حلت كرافت فودس محل المجموعة الأمريكية الدولية (إيه آي جي).[17][18]
- في 8 يونيو 2009، حلت ترافلرز وسيسكو سيستمز محل موتورز لكويديشين كومباني (إم إل سي) (سابقًا جنرال موتورز) وسيتي غروب. أصبحت سيسكو ثالث شركة يتم تداولها في بورصة نازداك لتكون جزءًا من مؤشر داو جونز.[19]
- في 24 سبتمبر 2012، حلت شركة يونايتد هيلث غروب محل كرافت فودس بعد تقسيم كرافت فودس إلى مجموعة موندليز الدولية وكرافت فودس.[20][21]
- في 20 سبتمبر 2013، حلت غولدمان ساكس، نايكي، فيزا محل ألكوا، بنك أمريكا، وهوليت-باكارد. حلت فيزا محل هوليت-باكارد بسبب الانقسام إلى إتش بي ومؤسسة هيوليت باكارد.[22][23][24]
- في 19 مارس 2015، حلت شركة أبل، وإيه تي آند تي، والذي كان أحد مكونات مؤشر داو منذ نوفمبر 1916.[25][26] أصبحت شركة أبل رابع شركة يتم تداولها في بورصة نازداك لتكون جزءًا من مؤشر داو جونز.
- في 1 سبتمبر 2017، حل داو دوبونت محل دو بونت. تم تشكيل داو دوبونت من خلال اندماج داو كيميكال مع دو بونت.[27]
- في 26 يونيو 2018، حلت ولغرينز بوتس أليانس وجنرال إلكتريك، التي كانت جزءًا من المؤشر الافتتاحي عند تأسيسه وذلك عندما كانت الشركة تُدعى «إديسون».[28][29][30]
- في 2 أبريل 2019، حلت شركة داو للصناعات الكيميائية محل داو دوبونت.[31][32][33]
- في 6 أبريل 2020، حلت شركة رايثيون تيكنولوجيز محل يونايتد تكنولوجيز وذلك بعد اندماج يونايتد تكنولوجيز مع رايثيون.[34]
- في 31 أغسطس 2020، حلت أمجن، هانيويل، وسيلز فورس محلّ إكسون موبيل، فايزر، ورايثيون تيكنولوجيز.[35]

## طرق الاستثمار
يمكن الاستثمار في مؤشر دجيا عبر صناديق المؤشرات وكذلك عبر المشتقات مثل عقود الخيارات والعقود الآجلة.

### الصناديق المشتركة والمتداولة في البورصة
يمكن أن تكرر (تستنسخ) صناديق المؤشرات (بما في ذلك الصناديق المشتركة والصناديق المتداولة في البورصة) - بدون الرسوم والنفقات - أداء مؤشر دجيا، وذلك من خلال الاحتفاظ بنفس أسهم المؤشر وبنفس النسب. يتم إصدار الصناديق المتداولة في البورصة (ETF) التي تكرر أداء المؤشر بواسطة شركة ستيت ستريت. كما تقدم شركة بروشيرز (ProShares) صناديق متداولة في البورصة مع رافعة مالية بثلاث أضعاف.

### العقود الآجلة
في سوق المشتقات، تقوم مجموعة سي إم إي (CME) من خلال شركاتها التابعة (وهي بورصة شيكاغو التجارية ومجلس شيكاغو للتجارة) بإصدار العقود الآجلة؛ E-mini Dow (5 دولارات) الآجلة (YM)، والتي تتعقب المتوسط وتتداول في قاعات التداول. عادةً ما يتم التداول في مزاد علني مفتوح، أو عبر شبكة إلكترونية مثل منصة غلوبكس (Globex) الخاصة ببورصة شيكاغو التجارية.

### عقود الخيارات
تصدر بورصة خيارات مجلس شيكاغو (CBOE) عقود الخيارات لمؤشر داو جونز من خلال رمز DJX. تتوفر أيضًا خيارات على العديد من صناديق الاستثمار المتداولة التابعة لمؤشر داو جونز للتداول.

## تاريخ

### المكونات الأولية
نشر داو حساباته لمتوسطه الأول للأسهم الصناعية في 26 مايو 1896، وبعد وفاته تم إدراج 12 شركة لتصبح المكوّنات الأولية للمؤشر، وهي: زيوت القطن الأمريكية، الشركة الأمريكية لتكرير السكر، شركة التبغ الأمريكية، شركة شيكاغو غاس، شركة ديستلينغ آند كاتل فيدنغ، جنرال إلكتريك، شركة لاكليد غاس، شركة ناشونال ليد، شركة أمريكا الشمالية، شركة تينيسي للفحم والحديد والسكك الحديدية، شركة الجلود الأمريكية، وشركة الولايات المتحدة للمطاط. وبشكل مفصل:
- شركة زيوت القطن الأمريكية (American Cotton Oil Company)، والتي أصبحت فيما بعد تابعة لهيلمانز آند بيست فودز (Hellmann's and Best Foods)، وهي الآن جزء من يونيليفر.[38]
- تغيرت طبيعة الشركة الأمريكية لتكرير السكر لتصبح شركة جديدة باسم دومينو شوجر (Domino Sugar) في عام 1900، والآن أصبحت دومينو فودز.[38]
- شركة التبغ الأمريكية، انفصلت في عام 1911 في إجراء لمكافحة الاحتكار.
- شركة شيكاغو غاس، التي اشترتها شركة Peoples Gas Light في عام 1897، كانت شركة تابعة لمجموعة Integrys Energy Group التي انتهت صلاحيتها حتى عام 2014.[38]
- شركة Distilling & Cattle Feeding Company، التي أصبحت الآن شركة ميلينيوم للكيماويات، والتي كانت في السابق جزءًا من شركة LyondellBasell.[38][39]
- جنرال إلكتريك، التي لا تزال تعمل، تمت إزالتها من المؤشر في عام 2018.[38]
- تمت إزالة شركة Laclede Gas Company، التي لا تزال تعمل تحت اسم Spire Inc، من المؤشر في 1899.[38]
- تمت إزالة شركة National Lead Company، المعروفة الآن باسم NL Industries، من المؤشر في 1916.[38]
- شركة أمريكا الشمالية وهي شركة قابضة للمرافق الكهربائية، تم تفكيكها من قبل هيئة الأوراق المالية والبورصات الأمريكية في عام 1946.[38]
- شركة تينيسي للفحم والحديد والسكك الحديدية التي كانت تعمل في برمنغهام بولاية ألاباما، اشترتها شركة فولاذ الولايات المتحدة في عام 1907؛ وقد تمت إزالة شركة فولاذ الولايات المتحدة مؤشر دجيا في عام 1991.[38]
- شركة الجلود الأمريكية، تم حلها في عام 1952.[38]
- غيرت شركة الولايات المتحدة للمطاط (United States Rubber Company) اسمها إلى يونيرويال (Uniroyal) في عام 1961، واندمجت مع Goodrich Corporation الخاصة في عام 1986، واشترتها شركة ميشلان لصناعة الإطارات في 1990.[38] (ظلت بقية شركة Goodrich مستقلة لعدة سنوات أخرى، ولكن استحوذت عليها United Technologies في عام 2012 وأصبحت جزءًا من UTC Aerospace Systems ، الآن Collins Aerospace ، وهي شركة تابعة لشركة رايثيون تيكنولوجيز.

### البدايات

تاريخ مؤشر الداو جونز من 1896 إلى 2018

عندما نشرت نظرية المؤشر في منتصف الثمانينيات من القرن التاسع عشر، كان المستوى الذي وصل إليه المستوى هو 62.76 نقطة. وفي صيف 1890 وصل إلى 78.38 نقطة، لكنه انخفض بشكل حاد إلى 28.48 في صيف 1896 خلال ما يعرف بذعر 1896. مع مطلع القرن الجديد، تم أوقف المؤشر مرتان بسبب أزمتين ماليتين حدثتا في 1901 و1907. وقد وصل مستوى المؤشر للمرة الأولى إلى 100 نقطة في عام 1906.
في مطلع العقد الثاني من القرن العشرين، خنقت الأزمة المالية 1910-11 النمو الاقتصادي، وفي 30 يوليو 1914 وعندما كان مستوى المؤشر عند 71.42 نقطة، تم اتخاذ قرار بإغلاق بورصة نيويورك وتعليق التداور لأربع أشهر ونصف. ووفقًا للمؤرخين، فإن سبب إغلاق البورصة كان بسبب القلق من أن الأسواق ستغرق نتيجة الذعر من بداية الحرب العالمية الأولى، ويقول آخرون بأن وزير الخزانة الأمريكي ويليام جيبس ماكادو قد أغلق البورصة للحفاظ على مخزون الذهب الأمريكي من أجل إطلاق نظام الاحتياطي الفيدرالي في وقت لاحق من العام. وعندما أعيد فتح الأسواق في 12 ديسمبر 1914، أغلق المؤشر عند 74.56 نقطة. بعد الحرب العالمية الأولى، شهدت الولايات المتحدة انكماشًا اقتصاديًا آخر، وظل أداء مؤشر داو جونز دون تغيير كبير عن القيمة الختامية للعقد السابق، حيث أضاف 8.26%، من 99.05 في بداية عام 1910 إلى 107.23 في نهاية 1919.

### عقد العشرينيات
شهد مؤشر داو جونز ارتفاعًا متواصلاً منذ عام 1920 إلى أواخر 1929 عندما ارتفع من 73 إلى 381 نقطة. في عام 1928، زادت الشركات المدرجة إلى 30 شركة كنتيجة للنمو الاقتصادي المتواصل في تلك الفترة، وهي ما عُرفت بالعشرينات الهادرة. قللت هذه الفترة من تأثير كساد 1920-21 وبعض الصراعات الدولية مثل الحرب الحرب البولندية السوفيتية والحرب الأهلية الأيرلندية وحرب الاستقلال التركية وبدايات الحرب الأهلية الصينية. بعد بلوغ الذروة 381.17 في 3 سبتمبر 1929، جاء نذير الكساد الكبير في 13 نوفمبر 1929 ليغلق المؤشر عند مستوى 198.69. ثم جاء انهيار وول ستريت 1929 وما تلاه من أزمة الكساد الكبير التذي استمر لأربع سنوات، وقد تسبب هذا في انهيار مؤشر جونز وعودته إلى نقطة البداية. لكن بشكل إجمالي لعقد العشرينيات، فقد زادت المؤشر بنسبة 131.7٪ ، من 107.23 إلى 248.48 نقطة مع نهاية عام 1929. ووفقًا للأرقام المعدلة حسب التضخم، فإن المستوى القياسي الذي وصل ‘ليه المؤشر في 3 سبتمبر 1929 لم يصل إليه إلا في عام 1954.

### الثلاثينيات
تميزت فترة الثلاثينيات في الولايات المتحدة بعدم بالاستقرار الدولي وبالكساد الكبير وآثاره، حيث واجهت العديد من اندلاع الحروب في أوروبا وآسيا، مما أدى إلى اندلاع الحرب العالمية الثانية. ومن الصراعات الأخرى التي حدثت خلال العقد والتي أثرت على سوق الأوراق المالية الحرب الأهلية الإسبانية 1936-1939، والحرب الإيطالية الحبشية الثانية 1935-1936، والحرب الحدودية السوفيتية اليابانية عام 1939، والحرب الصينية اليابانية الثانية عام 1937. وفي داخل الولايات المتحدة، شهدت البلاد ركود 1937-1938، والذي أدى مؤقتًا إلى توقف الانتعاش الاقتصادي. أكبر مكسب ليوم واحد في المؤشر حدث في أعماق السوق الهابطة في الثلاثينيات في 15 مارس 1933، عندما ارتفع مؤشر داو جونز بنسبة 15.34٪ ليغلق عند 62.10. وككل، فخلال فترة الكساد الكبير، سجل مؤشر داو جونز أسوأ أداء له، مقابل عائد سلبي خلال معظم الثلاثينيات للمستثمرين الجدد والقدامى في سوق الأسهم. على مدار العقد، انخفض متوسط مؤشر داو جونز من 248.48 نقطة في بداية عام 1930، إلى مستوى مستقر عند 150.24 نقطة في نهاية عام 1939، بخسارة حوالي 40٪.

### الأربعينيات
أدت إعادة الإعمار بعد الحرب خلال الأربعينيات، جنبًا إلى جنب مع قد وصف بأنه تفاؤل بالسلام والازدهار، إلى زيادة بنسبة 39٪ في مؤشر داو جونز من حوالي مستوى 148 إلى 206. وذلك على الرغم من الركود الاقتصادي عام 1949 (الذي استمر لإحدى عشر شهرًا في الولايات المتحدة) والصراعات العالمية المختلفة.

### الخمسينيات
خلال الخمسينيات من القرن الماضي، لم توقف الحرب الكورية والحرب الباردة ارتفاع مؤشر داو جونز. تبع ذلك زيادة بنسبة 200٪ في المتوسط من مستوى 206 إلى 616 على مدار العقد.

### الستينيات
بدأ مؤشر داو في التعثر خلال الستينيات مع تباطؤ وتراجع نمو الأسواق فيما عُرف باسم كنيدي سلايد 1962، وهو تراجع في سوق الأسهم حدث خلال النصف الأول من إدارة الرئيس جون إف. كنيدي بدايةً من ديسمبر 1961 وحتى يونيو 1962، وفي تلك الفترة، انخفض مؤشر إس آند بي 500 بنحو 22%. لكن مع نهاية العقد ارتفع مؤشر داو جونز بنسبة 30٪ من المستوى 616 إلى المستوى 800.

### السبعينيات
شهدت السبعينيات من القرن الماضي فترة من عدم اليقين الاقتصادي والعلاقات المضطربة بين الولايات المتحدة وبعض دول الشرق الأوسط. كانت أزمة الطاقة في السبعينيات بداية لمؤشرات كارثية للاقتصاد إلى جانب التضخم المصحوب بركود تضخم، إلى جانب مزيج من البطالة المرتفعة والتضخم المرتفع. ومع ذلك، في 14 نوفمبر 1972، أغلق المتوسط عند 1,003.16، فوق مستوى 1,000 للمرة الأولى. بين يناير 1973 وديسمبر، فقد المتوسط 48٪ من قيمته، فيما أصبح يعرف باسم انهيار سوق الأسهم 1973-74، ليغلق عند 577.60 في 4 ديسمبر 1974. في عام 1976، وصل المؤشر إلى 1000 عدة مرات وأغلق العام عند 1004.75. على الرغم من انتهاء حرب فيتنام في عام 1975، نشأت توترات جديدة بين الولايات المتحدة وإيران بعد الثورة الإيرانية في عام 1979. من ناحية الأداء في سبعينيات القرن الماضي، ظل المؤشر ثابتًا تقريبًا، حيث ارتفع بنسبة أقل من 5٪ من مستوى 800 إلى 838.

### الثمانينيات
بدأت الثمانينيات مع الركود الاقتصادي في أوائل الثمانينيات. في أوائل عام 1981، تجاوز المؤشر 1000 عدة مرات، لكنه تراجع بعد ذلك. بعد الإغلاق فوق 2000 في يناير 1987، حدث أكبر انخفاض في النسبة المئوية ليوم واحد يوم الاثنين الأسود، 19 أكتوبر 1987، عندما انخفض المتوسط بنسبة 22.61٪. لم يتم تقديم أسباب واضحة لتفسير الحادث.
في 13 أكتوبر 1989، أدى الانهيار المصغر الثالث عشر الذي بدأ يوم الجمعة، والذي أدى إلى انهيار سوق السندات غير المرغوب فيها، إلى خسارة ما يقرب من 7٪ من المؤشر في يوم واحد.
خلال الثمانينيات، ارتفع مؤشر داو جونز بنسبة 228٪ من 838 إلى 2753 نقطة؛ على الرغم من بعض الأحداث مثل الخميس الفضي، الركود الاقتصادي في أوائل الثمانينيات، وفرة النفط في الثمانينيات، فقاعة أسعار الأصول اليابانية، وغيرها من التوترات السياسية. كان للمؤشر عامين سلبيين فقط في الثمانينيات: في 1981 و1984.

### التسعينيات
جلبت التسعينيات تقدمًا سريعًا في التكنولوجيا جنبًا إلى جنب مع إدخال عصر الدوت كوم. واجهت الأسواق صدمة أسعار النفط عام 1990 التي تفاقمت مع آثار الركود في أوائل التسعينيات والوضع الأوروبي فيما عرف بالأربعاء الأسود.[بحاجة لمصدر] بعض الصراعات الخارجية المؤثرة مثل محاولة الانقلاب السوفياتي عام 1991 التي حدثت كجزء من المراحل الأولى لحل الاتحاد السوفيتي وثورات عام 1989 ؛ في الحرب الأولى في الشيشان والحرب الشيشانية الثانية، وحرب الخليج، والحروب اليوغوسلافية فشلت في كبح الحماس الاقتصادي المحيطة المستمر عصر المعلومات و«الوفرة الطائشة» (وهي عبارة صيغت من قبل آلان غرينسبان) التي تسببت بها فقاعة الإنترنت.[بحاجة لمصدر] بين أواخر عام 1992 وأوائل عام 1993، ترنح مؤشر داو جونز عبر المستوى 3000 محققًا مكاسب متواضعة فقط حيث عانى قطاع التكنولوجيا الحيوية من انهيار فقاعة التكنولوجيا الحيوية. حيث شهدت العديد من شركات التكنولوجيا الحيوية ارتفاعًا سريعًا في أسعار أسهمها لتصل إلى مستويات قياسية ثم تنخفض لاحقًا إلى مستويات متدنية.
ارتفع مؤشر داو جونز من 2753 إلى 8000 بين يناير 1990 إلى يوليو 1997. في أكتوبر 1997 تسببت الأحداث المحيطة بالأزمة المالية الآسيوية عام 1997 في خسارة 554 نقطة ليغلق المؤشر عند 7161.15. تقليص النفقات بنسبة 7.18٪ فيما أصبح يعرف باسم انهيار 27 أكتوبر 1997 المصغر .
ومع ذلك، استمر مؤشر داو جونز في الصعود متجاوزًا 9000 نقطة على الرغم من السلبية المحيطة بالأزمة المالية الروسية عام 1998 جنبًا إلى جنب مع التداعيات اللاحقة لانهيار إدارة رؤوس الأموال طويلة الأجل عام 1998 بسبب الرهانات السيئة الموضوعة على حركة الروبل الروسي.
في 29 مارس 1999، أغلق المتوسط عند 1006.78، وهو أول إغلاق له فوق 10000. أدى ذلك إلى احتفال في قاعة التداول، مكتمل بقبعات الحفلات. تجاوز إجمالي المكاسب للعقد 315٪؛ من مستوى 2753 إلى 11497، وهو ما يعادل 12.3٪ سنويًا.
بلغ متوسط عائد مؤشر داو جونز 5.3٪ سنويًا للقرن العشرين، وهو رقم قياسي أطلق عليه المستثمر البارز وارن بافيت «قرن رائع». عندما حسب ذلك لتحقيق هذا العائد مرة أخرى، سيحتاج المؤشر إلى الإغلاق عند حوالي 2,000,000 بحلول ديسمبر 2099.

### العقد الأول من الألفية الثالثة

انخفض مؤشر داو جونز بنسبة 14.3٪ بعد هجمات 11 سبتمبر. تم إغلاق التبادلات من 12 سبتمبر حتى 16 سبتمبر 2001.

في 17 سبتمبر 2001، اليوم الأول للتداول بعد هجمات 11 سبتمبر، انخفض مؤشر داو جونز بنسبة 7.1٪. ولكن، بدأ المؤشر في اتجاه صعودي بعد فترة وجيزة من الهجمات، واستعاد بسرعة كل النقاط المفقودة ليغلق فوق 10.000 نقطة لهذا العام. في عام 2002، انخفض مؤشر داو جونز إلى أدنى مستوى له في 4 سنوات عند 7286 في 24 سبتمبر 2002، بسبب تراجع سوق الأسهم في عام 2002 والتأثيرات المستمرة لما عُرف بفقاعة الدوت كوم. بشكل عام، بينما انخفض مؤشر نازداك بنسبة 75٪ تقريبًا وانخفض مؤشر إس آند بي 500 بنسبة 50٪ تقريبًا بين عامي 2000 و 2002، انخفض مؤشر داو جونز بنسبة 27٪ فقط خلال نفس الفترة. في عام 2003، حافظ مؤشر داو جونز على استقراره ضمن مستوى 7000 إلى 9000 نقطة وتعافى إلى مستوى 10.000 بحلول نهاية العام.
استمر مؤشر داو جونز في الصعود ووصل إلى مستوى قياسي بلغ 14198.10 في 11 أكتوبر 2007، وهو المستوى الذي لم يصل إليه المؤشر مجددًا إلا في مارس 2013. ثم حدث الانخفاض في العام التالي بسبب الأزمة المالية 2007-2008 .
في 15 سبتمبر 2008، ظهرت أزمة مالية أوسع نطاقاً عندما رفع بنك ليمان براذرز دعوى إفلاس إلى جانب التأثير الاقتصادي لأسعار النفط المرتفعة التي وصلت إلى ما يقرب من 150 دولارًا للبرميل قبل شهرين. فقد مؤشر داو جونز أكثر من 500 نقطة لليوم، وعاد إلى أدنى مستوياته في منتصف يوليو تحت 11000. سلسلة من حزم الإنقاذ، بما في ذلك قانون الاستقرار الاقتصادي الطارئ لعام 2008 والذي اقترحه ونفذه الاحتياطي الفيدرالي ووزارة الخزانة الأمريكية، لم تمنع حدوث المزيد من الخسائر. بعد ما يقرب من ستة أشهر من التقلب الشديد، شهد خلالها مؤشر داو جونز أكبر خسارة في يوم واحد، وأكبر مكاسب يومية للنقاط، وأكبر نطاق خلال اليوم (أكثر من ألف نقطة) في ذلك الوقت، أغلق المؤشر عند أدنى مستوى جديد في 12 عامًا من 6547.05 في 9 مارس 2009، أدنى إغلاق منذ أبريل 1997. فقد مؤشر داو جونز 20٪ من قيمته في ستة أسابيع فقط.
قرب النصف الأخير من عام 2009، ارتفع المتوسط نحو المستوى 10000 وسط تفاؤل بأن ركود 2008 وفقاعة الإسكان في الولايات المتحدة، والأزمة المالية في 2007-2008، كانت تتراجع وربما تقترب من نهايتها. على مدار العقد، شهد مؤشر داو جونز تراجعًا كبيرًا إلى حد ما لعودة سلبية من 11497 إلى 10428، أي خسارة تزيد قليلاً عن 9٪.

### العقد الثاني من الألفية الثالثة

مؤشر داو من يناير 2000 حتى فبراير 2015

خلال النصف الأول من عقد 2010، بمساعدة السياسة النقدية المتساهلة للاحتياطي الفيدرالي بما في ذلك التيسير الكمي، قام مؤشر داو جونز بمحاولة صعود ملحوظة. كان هذا على الرغم من التقلبات الكبيرة بسبب المخاوف العالمية المتزايدة مثل أزمة الديون السيادية الأوروبية لعام 2010، وتوقف ديون دبي العالمية لعام 2009، وأزمة سقف ديون الولايات المتحدة لعام 2011.[بحاجة لمصدر]
في 6 مايو 2010، فقد مؤشر داو جونز 9.2٪ خلال اليوم واستعاد كل ذلك تقريبًا في غضون ساعة واحدة. أطلق هذا الحدث، الذي أصبح يُعرف باسم 2010 Flash Crash ، لوائح جديدة لمنع الحوادث المستقبلية.
بعد ست سنوات من ارتفاعه السابق في عام 2007، أغلق مؤشر داو جونز أخيرًا عند مستوى قياسي جديد في 5 مارس 2013. واستمر في الارتفاع خلال السنوات العديدة التالية بعد 17000 نقطة حتى بيع قصير في سوق الأسهم 2015–16 في النصف الثاني من عام 2015. ثم انتعش مرة أخرى في أوائل عام 2016 وتجاوز 25000 نقطة في 4 يناير 2018.
على الرغم من جائحة كوفيد-19، واصل مؤشر داو جونز مسيرته الصعودية من العقد السابق قبل أن يبلغ ذروته عند 29551.42 في 12 فبراير 2020 (29568.57 في نفس اليوم). تراجع المؤشر ببطء لبقية الأسبوع وفي الأسبوع التالي، قبل أن تتسبب مخاوف فيروس كورونا وحرب أسعار النفط بين السعودية وروسيا في تدهور المؤشر، مسجلاً عدة أيام من الخسائر (والمكاسب ) بما لا يقل عن ألف نقطة، ويمكننا اعتبار هذا عرضًا نموذجيًا لسوق هابطة كما حدث سابقًا في أكتوبر 2008 أثناء الأزمة المالية. ارتفع معدل التقلب بدرجة كافية لإحداث توقفات تداول متعددة لمدة 15 دقيقة. في الربع الأول من عام 2020، انخفض المؤشر بنسبة 23٪، وهو أسوأ ربع له منذ عام 1987. تعافى السوق في الربع الثالث، وعاد إلى 28837.52 في 12 أكتوبر 2020، وبلغ ذروته مؤقتًا عند أعلى مستوى جديد على الإطلاق عند 29675.25 في 9 نوفمبر 2020، في الساعة 14:00 بالتوقيت الشرقي، بعد إعلان ذلك اليوم عن نجاح لقاح فايزر بيونتك في المرحلة الثالثة من التجارب السريرية.
أغلق مؤشر داو في 31 ديسمبر 2020 عند رقم قياسي 30606.48.

## العائد السنوي
يوضح الجدول التالي التغير في قيمة مؤشر داو جونز الصناعي (دجيا) منذ عام 1885:
| السنة | مستوى الإغلاق | التغير في النقاط | النسبة المؤية للتغير |
| ----- | ------------- | ---------------- | -------------------- |
| 1885  | 39.29         | 10.83            | 38.05                |
| 1886  | 41.03         | 1.74             | 4.43                 |
| 1887  | 37.58         | −3.45            | −8.41                |
| 1888  | 39.39         | 1.81             | 4.82                 |
| 1889  | 41.56         | 2.17             | 5.51                 |
| 1890  | 35.68         | −5.88            | −14.15               |
| 1891  | 41.97         | 6.29             | 17.63                |
| 1892  | 39.21         | −2.76            | 6.58                 |
| 1893  | 29.57         | −9.64            | −24.59               |
| 1894  | 29.40         | −0.17            | −0.57                |
| 1895  | 30.07         | 0.67             | 2.28                 |
| 1896  | 29.56         | −0.51            | −1.70                |
| 1897  | 36.07         | 6.51             | 22.02                |
| 1898  | 44.18         | 8.11             | 22.48                |
| 1899  | 48.24         | 4.06             | 9.19                 |
| 1900  | 51.62         | 3.38             | 7.01                 |
| 1901  | 47.13         | −4.49            | −8.70                |
| 1902  | 46.93         | −0.20            | −0.42                |
| 1903  | 35.85         | −11.08           | −23.61               |
| 1904  | 50.82         | 14.97            | 41.76                |
| 1905  | 70.23         | 19.41            | 38.19                |
| 1906  | 68.88         | −1.35            | −1.92                |
| 1907  | 42.89         | −25.99           | −37.73               |
| 1908  | 62.89         | 20.00            | 46.63                |
| 1909  | 72.31         | 9.42             | 14.98                |
| 1910  | 59.40         | −12.91           | −17.85               |
| 1911  | 59.63         | 0.23             | 0.39                 |
| 1912  | 64.15         | 4.52             | 7.58                 |
| 1913  | 57.51         | −6.64            | −10.35               |
| 1914  | 54.58         | −2.93            | −5.09                |
| 1915  | 99.15         | 44.57            | 81.66                |
| 1916  | 95.00         | −4.15            | −4.19                |
| 1917  | 74.38         | −20.62           | −21.71               |
| 1918  | 82.20         | 7.82             | 10.51                |
| 1919  | 107.23        | 25.03            | 30.45                |
| 1920  | 71.95         | −35.28           | −32.90               |
| 1921  | 81.10         | 9.15             | 12.72                |
| 1922  | 98.73         | 17.63            | 21.74                |
| 1923  | 95.52         | −3.21            | −3.25                |
| 1924  | 120.51        | 24.99            | 26.16                |
| 1925  | 156.66        | 36.15            | 30.00                |
| 1926  | 157.20        | 0.54             | 0.34                 |
| 1927  | 202.40        | 45.20            | 28.75                |
| 1928  | 300.00        | 97.60            | 48.22                |
| 1929  | 248.48        | −51.52           | −17.17               |
| 1930  | 164.58        | −83.90           | −33.77               |
| 1931  | 77.90         | −86.68           | −52.67               |
| 1932  | 59.93         | −17.97           | −23.07               |
| 1933  | 99.90         | 39.97            | 66.69                |
| 1934  | 104.04        | 4.14             | 4.14                 |
| 1935  | 144.13        | 40.09            | 38.53                |
| 1936  | 179.90        | 35.77            | 24.82                |
| 1937  | 120.85        | −59.05           | −32.82               |
| 1938  | 154.76        | 33.91            | 28.06                |
| 1939  | 150.24        | −4.52            | −2.92                |
| 1940  | 131.13        | −19.11           | −12.72               |
| 1941  | 110.96        | −20.17           | −15.38               |
| 1942  | 119.40        | 8.44             | 7.61                 |
| 1943  | 135.89        | 16.49            | 13.81                |
| 1944  | 152.32        | 16.43            | 12.09                |
| 1945  | 192.91        | 40.59            | 26.65                |
| 1946  | 177.20        | −15.71           | −8.14                |
| 1947  | 181.16        | 3.96             | 2.23                 |
| 1948  | 177.30        | −3.86            | −2.13                |
| 1949  | 200.13        | 22.83            | 12.88                |
| 1950  | 235.41        | 35.28            | 17.63                |
| 1951  | 269.23        | 33.82            | 14.37                |
| 1952  | 291.90        | 22.67            | 8.42                 |
| 1953  | 280.90        | −11.00           | −3.77                |
| 1954  | 404.39        | 123.49           | 43.96                |
| 1955  | 488.40        | 84.01            | 20.77                |
| 1956  | 499.47        | 11.07            | 2.27                 |
| 1957  | 435.69        | −63.78           | −12.77               |
| 1958  | 583.65        | 147.96           | 33.96                |
| 1959  | 679.36        | 95.71            | 16.40                |
| 1960  | 615.89        | −63.47           | −9.34                |
| 1961  | 731.14        | 115.25           | 18.71                |
| 1962  | 652.10        | −79.04           | −10.81               |
| 1963  | 762.95        | 110.85           | 17.00                |
| 1964  | 874.13        | 111.18           | 14.57                |
| 1965  | 969.26        | 95.13            | 10.88                |
| 1966  | 785.69        | −183.57          | −18.94               |
| 1967  | 905.11        | 119.42           | 15.20                |
| 1968  | 943.75        | 38.64            | 4.27                 |
| 1969  | 800.36        | −143.39          | −15.19               |
| 1970  | 838.92        | 38.56            | 4.82                 |
| 1971  | 890.20        | 51.28            | 6.11                 |
| 1972  | 1,020.02      | 129.82           | 14.58                |
| 1973  | 850.86        | −169.16          | −16.58               |
| 1974  | 616.24        | −234.62          | −27.57               |
| 1975  | 852.41        | 236.17           | 38.32                |
| 1976  | 1,004.65      | 152.24           | 17.86                |
| 1977  | 831.17        | −173.48          | −17.27               |
| 1978  | 805.01        | −26.16           | −3.15                |
| 1979  | 838.74        | 33.73            | 4.19                 |
| 1980  | 963.99        | 125.25           | 14.93                |
| 1981  | 875.00        | −88.99           | −9.23                |
| 1982  | 1,046.54      | 171.54           | 19.60                |
| 1983  | 1,258.64      | 212.10           | 20.27                |
| 1984  | 1,211.57      | −47.07           | −3.74                |
| 1985  | 1,546.67      | 335.10           | 27.66                |
| 1986  | 1,895.95      | 349.28           | 22.58                |
| 1987  | 1,938.83      | 42.88            | 2.26                 |
| 1988  | 2,168.57      | 229.74           | 11.85                |
| 1989  | 2,753.20      | 584.63           | 26.96                |
| 1990  | 2,633.66      | −119.54          | −4.34                |
| 1991  | 3,168.83      | 535.17           | 20.32                |
| 1992  | 3,301.11      | 132.28           | 4.17                 |
| 1993  | 3,754.09      | 452.98           | 13.72                |
| 1994  | 3,834.44      | 80.35            | 2.14                 |
| 1995  | 5,117.12      | 1,282.68         | 33.45                |
| 1996  | 6,448.27      | 1,331.15         | 26.01                |
| 1997  | 7,908.25      | 1,459.98         | 22.64                |
| 1998  | 9,181.43      | 1,273.18         | 16.10                |
| 1999  | 11,497.12     | 2,315.69         | 25.22                |
| 2000  | 10,786.85     | −710.27          | −6.18                |
| 2001  | 10,021.50     | −765.35          | −7.10                |
| 2002  | 8,341.63      | −1,679.87        | −16.76               |
| 2003  | 10,453.92     | 2,112.29         | 25.32                |
| 2004  | 10,783.01     | 329.09           | 3.15                 |
| 2005  | 10,717.50     | −65.51           | −0.61                |
| 2006  | 12,463.15     | 1,745.65         | 16.29                |
| 2007  | 13,264.82     | 801.67           | 6.43                 |
| 2008  | 8,776.39      | −4,488.43        | −33.84               |
| 2009  | 10,428.05     | 1,651.66         | 18.82                |
| 2010  | 11,577.51     | 1,149.46         | 11.02                |
| 2011  | 12,217.56     | 640.05           | 5.53                 |
| 2012  | 13,104.14     | 886.58           | 7.26                 |
| 2013  | 16,576.66     | 3,472.52         | 26.50                |
| 2014  | 17,823.07     | 1,246.41         | 7.52                 |
| 2015  | 17,425.03     | −398.04          | −2.23                |
| 2016  | 19,762.60     | 2,337.57         | 13.42                |
| 2017  | 24,719.22     | 4,956.62         | 25.08                |
| 2018  | 23,327.46     | −1,391.76        | −5.63                |
| 2019  | 28,538.44     | 5,210.98         | 22.34                |
| 2020  | 30,606.48     | 2,068.04         | 7.25                 |

## طالع أيضًا

### مقالات متعلقة
- مؤشر بورصة
- بورصة نيويورك
- مؤشر داو جونز للسوق المالية الإسلامية

### مؤشرات بورصة أمريكية
- إس آند بي 500

### مؤشرات بورصة أخرى
- فوتسي 100 (بريطانيا)
- داكس (ألمانيا)
- كاك 40 (فرنسا)
- نيكاي 225 (اليابان)
- توبكس (اليابان)
- هانغ سنغ (هونغ كونغ)
- مازي (المغرب)
- تونانداكس (تونس)

## قراءات موسعة
- Richard J. (1986). Dow Jones industrial average : history and role in an investment strategy.ISBN 0-87094-586-6
- أسواق الأوراق المالية بين المضاربة والإستثمار وتجارة المشتقات وتحرير الأسواق. سمير عبد الرحمن رضوان. (ص. 90-100)

## وصلات خارجية
- الموقع الرسمي لمؤشر داو جونز الصناعي